# Томаковский поселковый совет
Томаковский поселковый совет (укр. Томаківська селищна рада) — входит в состав
Томаковского района
Днепропетровской области
Украины.
Административный центр поселкового совета находится в 
пгт Томаковка.

## Населённые пункты совета
- пгт Томаковка
- с. Катещино
- с. Александровка
- с. Петровка
- с. Семёновка
- с. Сергеевка